# فرزندخواندگی در پایان عمر
فرزندخواندگی در پایان عمر (به ژاپنی: 末期養子) زمانی است که رهبر فئودالی در ژاپن بر اثر بیماری یا جراحت بدون داشتن فرزند چاکونان (فرزندی که وارث می‌شود) در آستانه مرگ باشد یا فرزندخوانده ای که برای جلوگیری از انقراض خانواده در اسرع وقت به فرزندی پذیرفته می‌شد. این یک استثناء اضطراری بود و اگر سرپرست خانواده دیگر در شرایط بحرانی نبود، فرزندخواندگی می‌توانست لغو شود.
با این حال، در این سیستم مشکل تأیید اراده واقعی سرپرست خانواده که در شرایط بحرانی قرار داشت و اینکه رعایا و دیگران از ضعف و بیماری رهبر یک خاندان استفاده کرده و کنترل سرپرست خانواده را که در دست بگیرند، را در پی داشت.
این کار توسط شوگون‌سالاری توکوگاوا به دلیل ترس از اینکه منجر به کلاهبرداری شود، ممنوع شد، مانند جایگزین کردن شخصی با شخصی که برای برخی نفع بیشتری به همراه دارد.
حکومت شوگونی توانست با ممنوع کردن فرزندخواندگی در پایان عمر، قدرت فئودال‌ها را کاهش دهد و کنترل بر آنها را تقویت کند.